# Enea Wytwarzanie
Enea Wytwarzanie sp. z o.o. (Elektrownia Kozienice) – druga co do wielkości elektrownia węglowa w Polsce (największa pod względem wielkości mocy zainstalowanej wśród elektrowni opalanych węglem kamiennym). Znajduje się w Świerżach Górnych koło Kozienic w woj. mazowieckim. Elektrownia Kozienice to zawodowa elektrownia systemowa, blokowa, kondensacyjna z otwartym układem chłodzenia skraplaczy z Wisły. Elektrownia Kozienice jest własnością spółki Enea Wytwarzanie i jest częścią grupy energetycznej Enea.

## Historia
- 1 kwietnia 1968 – podjęcie decyzji o budowie 6 bloków energetycznych o mocy 200 MW; kierownikiem budowy elektrowni był inż. Józef Zieliński[3]
- 5 maja 1971 – decyzja o rozbudowie o bloki 2 × 200 MW
- 18 października 1972[4] – oddanie do eksploatacji bloku nr 1
- 3 maja 1973 – decyzja o rozbudowie o bloki 2 × 500 MW
- 1973 – oddanie do eksploatacji bloków nr 2, 3, 4 i 5
- 1974 – oddanie do eksploatacji bloków nr 6 i 7
- 1975 – oddanie do eksploatacji bloku nr 8
- 1978 – oddanie do eksploatacji bloku nr 9 (pierwszego bloku o mocy 500 MW)
- 1979 – oddanie do eksploatacji bloku nr 10 (drugiego bloku o mocy 500 MW)
- 1 października 1996 – przekształcenie Przedsiębiorstwa Państwowego Elektrownia Kozienice w jednoosobową spółkę skarbu państwa Elektrownia „Kozienice” S.A.
- 12 października 1998 – uzyskanie koncesji Prezesa URE na wytwarzanie, przesył i dystrybucję ciepła.
- 25 maja 2012 – zmiana nazwy na „Enea Wytwarzanie S.A.”[5]
- 19 grudnia 2017 – oddanie do eksploatacji bloku nr 11 (blok o mocy 1075 MW)[6]

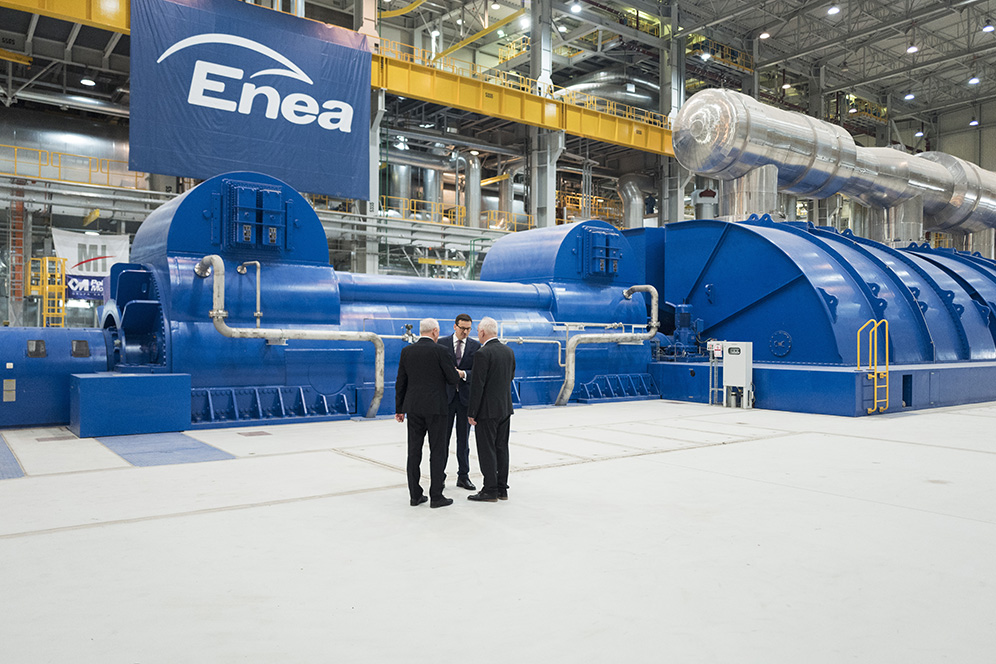
Elektrownia Kozienice

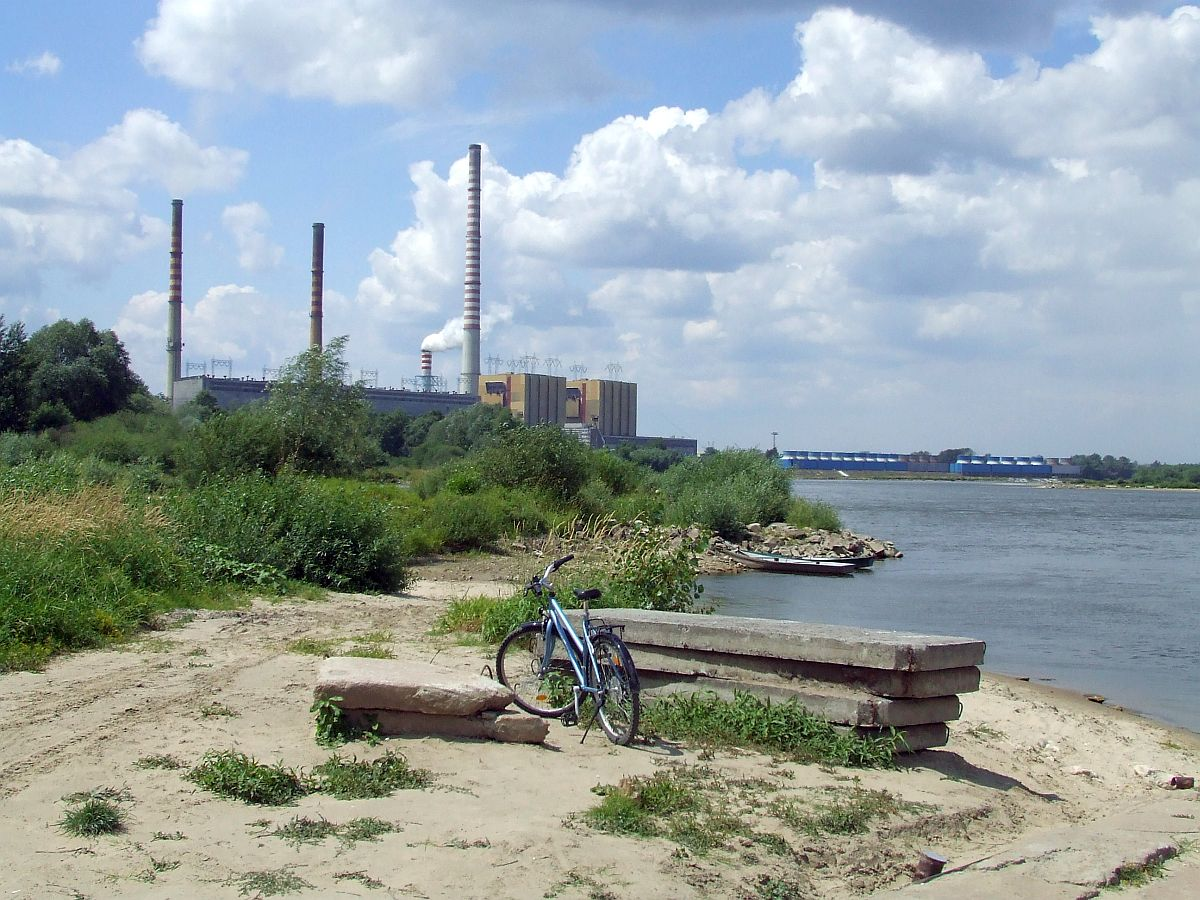
Elektrownia Kozienice widziana z przeprawy promowej na Wiśle w Świerżach Górnych

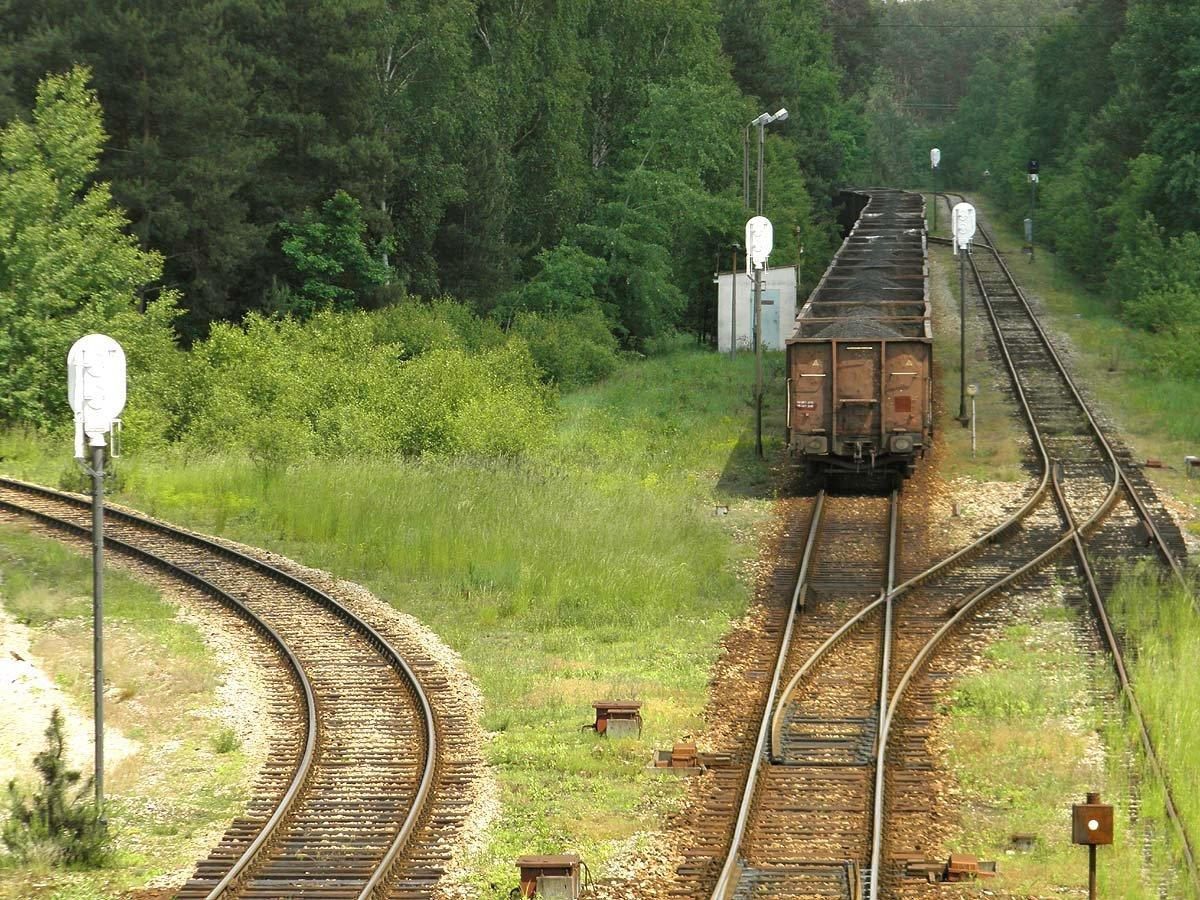
Bocznica zakładowa elektrowni. Węgiel kamienny dla elektrowni, który dostarczają głównie kopalnie Katowickiego Holdingu Węglowego S.A., Polskiej Grupy Górniczej Sp. z o.o oraz Lubelski Węgiel „Bogdanka” S.A. dowożony jest koleją połączoną z linią kolejową nr 76.

Od 1988 roku urządzenia elektrowni są ciągle modernizowane, a plan modernizacji zatwierdzony jest do roku 2020. Wejście do Grupy Kapitałowej ENEA S.A. oraz jej debiut giełdowy stworzył dla Elektrowni możliwości inwestycyjne. Są one związane z koniecznością budowy nowych mocy wytwórczych oraz dostosowaniem działalności do wymogów unijnych w zakresie ochrony środowiska. Wybudowany został wysokosprawny blok na parametry nadkrytyczne o mocy 1075 MW i sprawności 45,6%, który został oddany do użytku w grudniu 2017. Powstaje kolejna Instalacja Odsiarczania Spalin (IOS III) dla bloku energetycznego 500 MW. Od 2010 roku na blokach 200 i 500 MW planowane jest rozpoczęcie budowy instalacji do katalitycznego odazotowania spalin (SCR) w celu osiągnięcia wymaganej redukcji tlenków azotu (począwszy od bloku nr 10).

## Dane techniczne
Elektrownia wyposażona jest w następujące urządzenia:
- kotły parowe
  - bloki 1–8 o mocy 200 MW posiadają kotły OP-650 opromieniowane, walczakowe z naturalną cyrkulacją w parowniku, opalane pyłem węgla kamiennego
  - bloki 9–10 o mocy 500 MW wyposażone są w kotły AP-1650 walczakowe z cyrkulacją wspomaganą pompami i międzystopniowym przegrzewem pary, opalane pyłem węglowym dostarczanym z sześciu młynów węglowych
- turbozespoły
  - bloki 1–8 o mocy 200 MW wyposażone są w zmodernizowane trzykadłubowe, jednowałowe turbiny kondensacyjne 13K215, a zmodernizowane generatory TWW 200 (wyprodukowane w Dolnośląskich Zakładach Wytwórczych Maszyn Elektrycznych Dolmel we Wrocławiu), posiadają uzwojenie stojana chłodzone destylatem w obiegu wymuszonym pompami, chłodzenie żelaza stojana i wirnika zrealizowane jest za pomocą wodoru w układzie zamkniętym
  - bloki 9–10 o mocy 500 MW wyposażone są w zmodernizowaną czterokadłubową, jednowałową turbinę kondensacyjną typu K-500-166-2, a w zmodernizowanych generatorach TWW 500 chłodzenie uzwojeń i żelaza stojana rozwiązane jest w podobny sposób jak generatorów TWW 200

Elektrownia posiada koncesje na wytwarzanie energii elektrycznej, ciepła oraz na przesyłanie i dystrybucję ciepła oraz obrót energią elektryczną.
Zdolność produkcyjna elektrowni:
- moc osiągalna elektrowni – brutto: 4000 MW [6]
- moc osiągalna cieplna: 266 MW
- moc zainstalowana: 4000 MW [6]

Składowisko żużla i popiołu ma powierzchnię 132 ha, zgromadzono na nim ponad 20 milionów ton odpadów, radomski Zakład Usług Technicznych i Recyklingu, przerabia 180 tys. ton pyłów i popiołów rocznie.

## Wpływ na środowisko
Więcej: Elektrownia węglowa – wpływ na zdrowie i środowisko
W raporcie WWF z 10 maja 2007 Elektrownia Kozienice została uznana za jedną z czterech elektrowni emitujących największe względne (w przeliczeniu na produkcję energii elektrycznej; 0,915 tCO2/MWh) ilości gazów cieplarnianych do atmosfery w Polsce oraz 19. w Europie. W emisji bezwzględnej (10,8 mln ton CO2) zajęła 3. miejsce w Polsce – wyprzedza ją Elektrownia Bełchatów i Elektrownia Turów.
Elektrownia usytuowana jest w pobliżu Kozienickiego Parku Krajobrazowego – obszaru specjalnie chronionego, dla którego obowiązują zaostrzone normy ochrony środowiska.
Na Wiśle na wysokości elektrowni po 2015 roku wybudowano tymczasowy próg stabilizujący poziom wody. 
Działalność Elektrowni Kozienice związana jest również z emisją ciepłej wody, pochodzącej z systemu chłodzenia turbin, do Wisły. Prof. dr hab. Szymon Malinowski (dyrektor Instytutu Geofizyki Wydziału Fizyki Uniwersytetu Warszawskiego) w głośnym filmie pt. Można panikować informował o tym, że woda używana w elektrowni do chłodzenia turbin energetycznych następnie spływa do Wisły: „jak spływa do rzeki, to ma wysoką temperaturę. Jak jest mało wody w rzece, to ona podnosi temperaturę wody w rzece tak, że umierają ryby, umierają ptaki, umierają rośliny wodne i możemy zabić kompletnie życie w tej rzece. […] Jak jest za mało wody w rzece i ma za niski poziom, nie można spuszczać wody do rzeki”. Emisja ciepłej wody bezpośrednio do rzeki dotyczy głównie starych bloków elektrowni, chłodzonych w systemie otwartym. Jak podają oficjalne informacje, Elektrownia Kozienice posiada system chłodzenia wody oddawanej do rzeki, uruchamiany w przypadku wystąpienia wysokich temperatur wody pobieranej do chłodzenia.

## Nowy blok 1075MW
W 2017 r. zakończyła się budowa nowego bloku energetycznego o mocy 1075 MW na parametry nadkrytyczne. Inwestycja warta 6,4 mld zł została zrealizowana przez konsorcjum Polimex-Mostostal i Hitachi. Latem 2015 roku dostarczony został ważący 490 ton generator firmy Mitsubishi Hitachi Power System drogą morską do portu w Gdyni oraz drogą kolejową na miejsce do maszynowni elektrowni. W celu wyprowadzenia mocy z nowego bloku powstanie linia elektroenergetyczna napowietrzna 400 kV do stacji elektroenergetycznej „Ołtarzew” 400/220/110 kV, która wzbudza ogromne emocje i liczne protesty.
W 2013 r. przedstawiciele Enea poinformowali, że blok będzie rentowny przy cenie energii na poziomie 190–200 zł/MWh. W 2015 r. prezes Enea Wytwarzanie szacował, że progiem rentowności byłaby cena 240–250 zł/MWh (przy 7 tys. godzin pracy rocznie) lub 310 zł/MWh (przy 5 tys. godzin rocznie).